# Dimítris Kontópoulos
 (octobre 2011).
 (octobre 2011).
Pour les articles homonymes, voir Kontopoulos.
Dimítris Kontópoulos (grec moderne : Δημήτρης Κοντόπουλος) né le 9 novembre 1971 à Athènes, en Grèce est un compositeur et producteur musical grec.

## Biographie
Après avoir obtenu son diplôme de l'école Ziridis, il continue ses études de musique au Berklee College of Music de Boston, Massachusetts et à l'Université de Californie du Sud à Los Angeles, Californie.

## Carrière
Depuis 2000, Dimítris Kontópoulos travaille en Grèce comme compositeur et producteur et a collaboré avec de nombreux artistes tels que Sákis Rouvás, Aleka Kanelidou, Katy Garbi, Iro ainsi que l'artiste ukrainienne Ani Lorak. Il a composé la musique de plusieurs films de Níkos Perákis.
En 2003, il participe aux qualifications nationales grecques pour le Concours Eurovision de la chanson comme compositeur et producteur de la chanson Mia Stigmi chantée par Giannis Vardis ; la chanson remporte la deuxième place. Bien que non qualifiée pour représenter le pays, cette chanson est restée en tête des ventes pendant onze semaines. La même année Kontópoulos a reçu le « Prix Arion » (IFPI) pour le "meilleur album pop".
En 2005, Kontópoulos participe à nouveau au Concours Eurovision de la chanson en écrivant une chanson cette fois pour la Russie. Shadows chantée par Anastasia Stotskaya (ru) est classée troisième lors de la finale nationale. 
En 2006, sa chanson Welcome to the party chantée par Ánna Víssi finit deuxième de la finale nationale, et est choisie pour ouvrir la demi-finale du Concours Eurovision de la chanson 2006 se déroulant à Athènes. La même année, il reçoit deux Prix Arion : « meilleure musique de film »  pour la chanson Loufa Kai Parallagi dans le film Seirines sto Aigaio, et  « meilleure chanson pop de l'année » pour Pano stin trela mou.
En 2007, Kontópoulos produit Always and Forever chantée par Kóstas Martákis, et Shady Lady, composée par Phillipp Kirkorov et chanté par Ani Lorak qui représente l'Ukraine à l'Eurovision. Cette chanson se classe seconde à la finale d'[Helsinki]. La même année, il reçoit encore le prix « Arion » pour la "meilleure chanson pop de l'année" avec Ola Gyro Sou Gyrizoun chantée par Sákis Rouvás. 
Pour le Concours Eurovision de la chanson 2009, Dimítris Kontópoulos compose trois chansons pour Sákis Rouvás qui a été choisi pour représenter la Grèce. Out Of Control, Right On Time et This Is Our Night sont soumises aux votes du public et c'est cette dernière qui est choisie par les Grecs. La chanson termine septième lors de la finale à Moscou.
Plusieurs de ses chansons ont été classées numéro 1 à la radio nationale[Laquelle ?] et deux d'entre elles, Mia stigmi (2003) et Pano stin trela mou (2006), ont été les chansons de l'année les plus souvent entendues sur les stations grecques[réf. nécessaire]. Dimítris Kontópoulos a obtenu 4 albums d'or, 8 de platine et 2 doubles albums de platine.
En 2019, il collabore avec Sharon Vaughn sur la chanson Scream pour Sergueï Lazarev qui représente la Russie.
En 2020, il collabore à nouveau avec Sharon Vaughn, mais également avec Arcade sur la chanson SUPERG!RL pour la chanteuse Stefania. Toutefois, cette édition du concours est annulée. Ils collaborent à nouveau ensemble sur la chanson Last Dance, avec laquelle Stefania se place dixième au classement de l'édition 2021.

## Vie personnelle
Kontopoulos est marié et a deux enfants. Il évite les apparitions publiques, et ne parle pas souvent dans les médias.

## Récompenses
- 2003 : Prix Arion (IFPI) Meilleur album pop Apogiosi, Iro
- 2006 : Prix Arion (IFPI) Meilleure chanson pop Pano sthn Trella mou, Vanessa Adamopoulou
- 2006 : Prix Arion (IFPI) Meilleure musique de Film Loufa & Paralagi
- 2007 : Prix Arion (IFPI) Meilleure chanson pop Ola gyro sou girizoun, Sákis Rouvás

## Discographie
- Iro "Etsi eimai Ego" Virgin
- Iro "Apogeiosi"  Virgin
- Iro "Koita me anteho" Virgin
- [Kaiti Garbi "Emmones Idees" Columbia (Sony)
- Irini Merkouri "Meine mazi mou apopse" Columbia (Sony)
- Kostas Doxas "I Liza kai i alli" Columbia (Sony)
- Giannis Vardis "Pes mou ti niotheis"  Heaven
- Aspa Tsina "Yalina Oneira" Heaven
- Antonis Vardis "Thelo na matho" Heaven
- Giorgos Mazonakis] "Koita me" Heaven
- Sákis Rouvás "21st Akatallilos" Minos EMI
- Aleka Kanellidou "Argises" Minos EMI
- Michális Chatzigiánnis "Krifo Fili"’ Universal
- Michalis Delta "Dekapentaugoustos" V2
- Marina Chandri "Marina Chandri CD Single’ V2
- All Stars ‘Tha skisi i omada’ Sony
- Aposotlia Zoi "Schedon pote"

## Filmographie

### Cinéma
- 2003: I Liza kai oloi oi alloi de Dínos Dimópoulos
- 2005: Loafing and Camouflage: Sirens in the Aegean de Níkos Perákis
- 2007:  Psyhraimia de Níkos Perákis
- 2008: O Ilias tou 16ou de Nikos Zapatinas
- 2009: Duress de Jordan Barker
- 2009: Kostas Martakis: Anatropi de Kostas Martakis
- 2010:  Artherapy de Níkos Perákis
- 2011: Loufa kai parallagi: Seirines sti steria de Níkos Perákis
- 2011: Loverly de Katerina Moutsatsou
- 2017: Success Story de Nicos Perakis

### Théâtre
- Kammena Vourla
- Ta paidia stin exousia
- Oliki Eklipsi
- Ta dakria tis Kleitemnistras
- Franky and Johnny

### Télévision
- 2008: Magiremata de Betty Maggira & Matthildi Maggira
- 2020: Supergirl de Kostas Karydas

### Publicité
- Bold & Ogilvy
- Leousi
- Statut
- AudioVisual
- Kino
- Stefi
- Anosi
- Red Code
- Ekso
- Max
- Foss
- Comrade
- Modiano
- Studio ATA
- Upstream